# Sydney Collins
Sydney Jane Collins (* 8. September 1999 in Hillsboro, Oregon, Vereinigte Staaten) ist eine kanadisch-US-amerikanische Fußballspielerin. Seit 2023 steht die linke Außenverteidigerin beim amerikanischen Erstligisten North Carolina Courage unter Vertrag. Seit 2023 ist sie zudem kanadische Nationalspielerin.

## Karriere

### Vereine
Die in den USA geborene Collins begann als Achtjährige in ihrer Heimatstadt Hillsboro mit dem Fußballspielen, betätigte sich anfänglich aber auch als Leichtathletin und Softballspielerin. Mit zunehmendem Alter beschränkte sie sich auf das Fußballspielen und führte zuletzt ihre Highschool-Mannschaft 2017 und 2018 als Kapitänin auf den Platz. In ihrem Abschlussjahr 2018 wurde sie zu Oregons Nachwuchsspielerin des Jahres gewählt. Anschließend besuchte sie die University of California, Berkeley und lief für das dortige Collegeteam auf. Nach durchweg überzeugenden Leistungen wurde sie 2023 von North Carolina Courage für die National Women’s Soccer League gedraftet und unterzeichnete einen Dreijahresvertrag. Am 1. April 2023 gab sie gegen den San Diego Wave FC ihr Profidebüt. Im selben Jahr gewann sie mit ihrem neuen Verein den NWSL Challenge Cup.

### Nationalmannschaft
Collins lief zunächst für die U23-Mannschaft der USA auf, wo sie geboren worden ist. Durch den Geburtsort ihrer Mutter in Kanada hatte Collins auch die Spielberechtigung für Kanada; im Februar 2023 wurde sie von Cheftrainerin Bev Priestman erstmals auf einen Lehrgang der kanadischen Nationalmannschaft eingeladen und gab wenig später am 11. April 2023 in einem Freundschaftsspiel gegen Frankreich ihr Länderspieldebüt. Es folgten weitere Spiele in den Qualifikationsspielen für die Olympischen Sommerspiele 2024. Nach der gelungenen Qualifikation stand Collins auch im vorläufigen Kader, verpasste die Spiele nach einem erlittenen Beinbruch aber verletzungsbedingt. Ihren Kaderplatz nahm Gabrielle Carle ein.

## Privat
Sydney Collins ist die Tochter von Brett Collins, einem ehemaligen Footballspieler, und Sue Collins, einer ehemaligen Volleyballspielerin. 2022 erwarb sie an der University of California, Berkeley den Mastergrad in Medienwissenschaften.